# Damarchus (genre)
Pour l’article homonyme, voir Damarque.
Genre
Damarchus est un genre d'araignées mygalomorphes de la famille des Bemmeridae.

## Distribution
Les espèces de ce genre se rencontrent en Asie du Sud-Est et en Inde.

## Liste des espèces
Selon World Spider Catalog (version 24.5, 13/09/2023) :
- Damarchus assamensis Hirst, 1909
- Damarchus bifidus Gravely, 1935
- Damarchus cavernicola Abraham, 1924
- Damarchus dao Schwendinger & Hongpadharakiree, 2023
- Damarchus lanna Schwendinger & Hongpadharakiree, 2023
- Damarchus montanus (Thorell, 1890)
- Damarchus oatesi Thorell, 1895
- Damarchus pylorus Schwendinger & Hongpadharakiree, 2023
- Damarchus workmani Thorell, 1891

## Systématique et taxinomie
Ce genre a été décrit par Thorell en 1891 dans les Ctenizidae. Il est placé dans les Nemesiidae par Raven en 1985 puis dans les Bemmeridae par Schwendinger et Hongpadharakiree en 2023.

## Étymologie
Ce genre est nommé en référence à Damarchus.

## Publication originale
- Thorell, 1891 : « Spindlar från Nikobarerna och andra delar af södra Asien. » Kongliga Svenska Vetenskaps-Akademeins Handlingar, vol. 24, no 2, p. 1-149 (texte intégral).